# Autobianchi Stellina
La Autobianchi Stellina è un'autovettura spider a motore e trazione posteriore prodotta dalla Autobianchi, dal 1963 al 1965.

## Storia

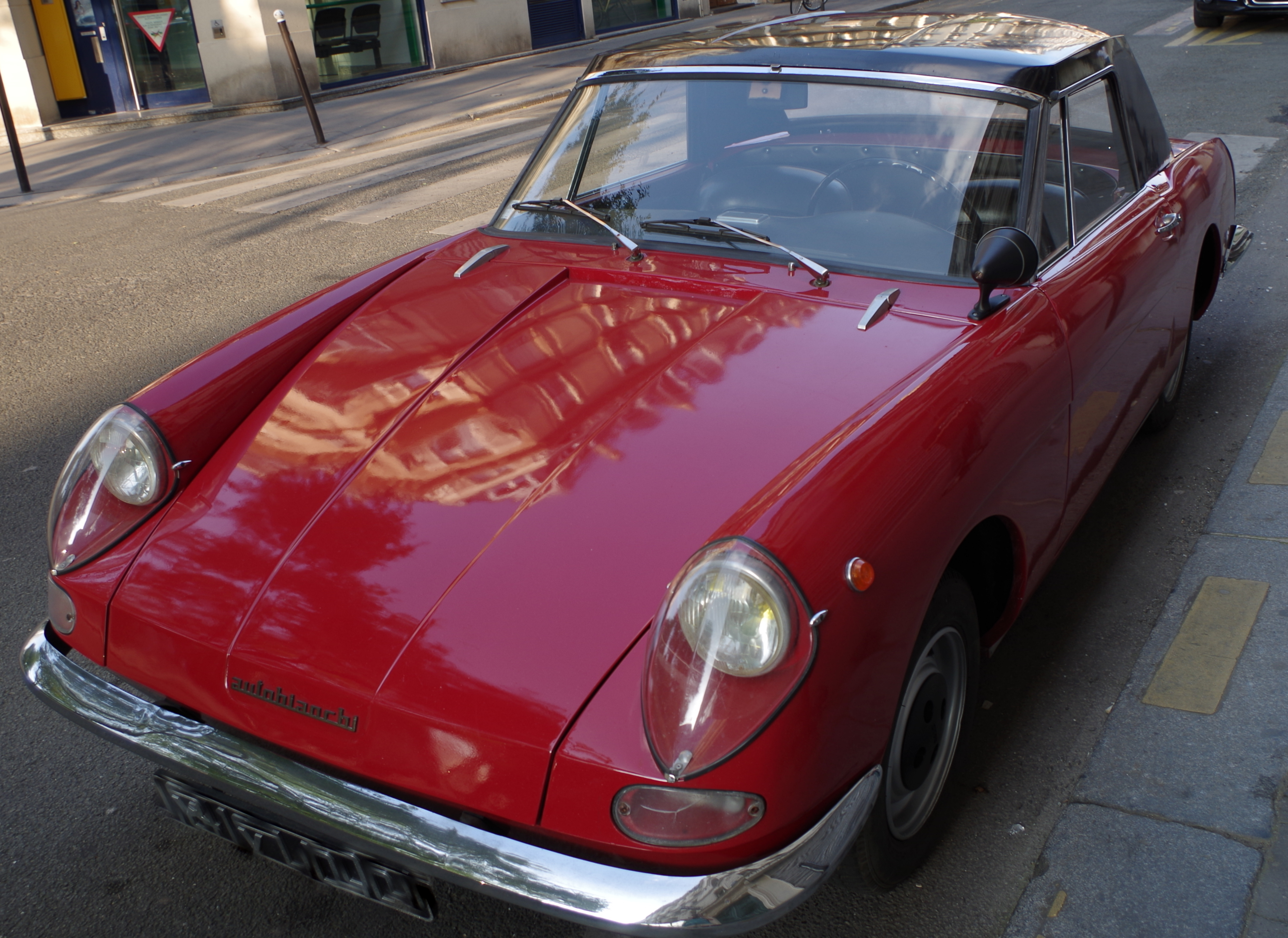
Stellina 800 del 1965

La Stellina fu la prima autovettura italiana di serie costruita in vetroresina. I suoi pregi più evidenti furono l'inattacabilità dalla ruggine (data l’assenza di zincatura o altri metodi di prevenzione, le autovetture erano spesso soggette a corrosione), il peso leggero e la facilità di costruzione (data anche la derivazione da un esemplare economico e popolare come la Fiat 600).
Il telaio era del tipo cosiddetto "scatolato" in acciaio, con i pezzi di vetroresina applicati alle varie guide. Il primo difetto era, paradossalmente, la difficoltà nel riparare l'autovettura, vista la presenza di una rete di riparazioni non organizzatissima, ma comunque (lì dove fu venduta la vettura) rifornita dei macchinari necessari. C'era anche una forte diffidenza degli italiani verso la plastica. Con queste premesse, parecchi sconsigliarono l'acquisto di un'auto che aveva un valore comunque grandioso, dal punto di vista stilistico ed anche meccanico, dato che esplorava una filosofia nuova in campo automobilistico, ma che, come le grandi rivoluzioni, verrà capita solo tempo dopo. Il prezzo era poi proibitivo, tanto da indirizzare il marketing verso un target tipicamente femminile, quello di signore ricche e facoltose. Infatti la vetroresina non ebbe successo fra gli uomini italiani, che si aspettavano di più da una autovettura che costava ben 993.000 lire (prezzo riferito alla Stellina 800).
La produzione era comunque standardizzata come in tutte le spider dell'epoca: tetto in tela (non presente l'HardTop; sebbene alcuni prototipi siano stati effettivamente messi in commercio) con lunotto in plastica, colori lucidi contrastanti con l'interno, interni curati in finta pelle (skai per l'esattezza), di colore marrone o nero (disponibile solo sul rosso; altri colori non erano disponibili neanche a richiesta). Tra i (pochi) optional: radio, pneumatici a fascia (fianco) bianca, portapacchi in tubi cromati (alcuni, di produzione artigianale, con staffe di decoro in legno), marmitta Abarth (quest'ultimo non ufficiale, ma quasi sempre offerto data la fama, e anche data la conformazione sportiveggiante della vettura), ruote Borrani a raggi (ufficiali; altri tipi di ruote in lega, e cioè tutte quelle costruite per la Fiat 600, erano ordinabili). La prima serie fu prodotta in 343 esemplari. Per prima serie s'intendono i primi esemplari (comunque la maggior parte, dato il minimo, ma numeroso, rispetto alla produzione numerica, successo iniziale) che avevano la meccanica completamente derivata dalla 600D, quindi con motore da 767 cm3.
Dopo due anni, visto il calo delle vendite, si pensò che lo scarso successo fosse dovuto alla scarsa potenza (per il tipo di vettura) dovuta ai 29 cavalli (norme CUNA). Allora l'Autobianchi cercò di adeguare la Stellina, presentando quella che ufficiosamente sarebbe la seconda serie, in quanto non avrebbe soppiantato la produzione della 750, e fu prodotta in circa 200 esemplari: la Stellina 800. Come ci suggerisce il nome, la modifica stava nell'elaborazione del motore, con un incremento lieve della cilindrata a 792 cm³. Comunque l'800 cm³ aumentò la potenza della vettura ad appena 31,5 cv (sempre CUNA, quindi misure ottimistiche). Non molto se considerato che, in casa Fiat, la concorrenza interna (sia per tipologia di vettura, anche se non così rivoluzionaria dal punto di vista costruttivo, per cilindrata e per derivazione "popolare") si stava avvicinando con la Fiat 850 Spider (49 cv Din), marchiata Fiat e prodotta dalla Bertone (dunque favorita dal marchio, dato che la FIAT favoriva le vetture con il proprio marchio).

### Nota tecnica
Nonostante le modifiche, la Stellina e la Stellina 800 erano identiche. Avevano anche il motore marchiato comunque 100D.000, dato la mancanza di dati ufficiali sul motore da 800 cm³, di cui non si sa il tipo; cioè quindi come il precedente e, dunque, quello della 600D; tuttavia l'aumento di cilindrata sta nell'alesaggio a 63mm. Il motore guadagnò soprattutto potenza ai basso-medi regimi, aumentando la velocità massima, data la leggerezza della carrozzeria, di 10 km/h (125). Il telaio, data l'appartenenza del marchio alla Fiat, era marchiato esattamente come il Fiat 100 (ovvero quello della 600), con in aggiunta la 'B' di Bianchi. A titolo di curiosità, anche la Bianchina, che proveniva dal progetto 110 (quello dalle Fiat 500), adottava la stessa logica di marchiatura, ovvero aggiungendo la B, avendo 110B. Quindi con l'avvento della Fiat 500D, si ha il 110DB, con conseguente confusione col suddetto 100DB. Comunque nello stesso periodo fu introdotta la Stellina 800, con il telaio marchiato 100DB/1 per non creare confusione.

### Produzione
La "Stellina", nelle due versioni, fu prodotta in soli 502 esemplari, dei quali 350 immatricolati in Italia e i restanti esportati.